# Euphorbia borbonica
Espèce
Euphorbia borbonica est une espèce de plantes à fleurs de la famille des euphorbiacées. Elle est endémique de  l'île de La Réunion, département d'outre-mer français dans le sud-ouest de l'océan Indien.